# Gergana Todorova
 (octobre 2024).
La mise en forme du texte ne suit pas les recommandations de Wikipédia : il faut le « wikifier ».
Les points d'amélioration suivants sont les cas les plus fréquents :
- Les titres sont pré-formatés par le logiciel. Ils ne sont ni en capitales, ni en gras.
- Le texte ne doit pas être écrit en capitales (les noms de famille non plus), ni en gras, ni en italique, ni en « petit »…
- Le gras n'est utilisé que pour surligner le titre de l'article dans l'introduction, une seule fois.
- L'italique est rarement utilisé : mots en langue étrangère, titres d'œuvres, noms de bateaux, etc.
- Les citations ne sont pas en italique mais en corps de texte normal. Elles sont entourées par des guillemets français : « et ».
- Les listes à puces sont à éviter, des paragraphes rédigés étant largement préférés. Les tableaux sont à réserver à la présentation de données structurées (résultats, etc.).
- Les appels de note de bas de page (petits chiffres en exposant, introduits par l'outil «  Source ») sont à placer entre la fin de phrase et le point final[comme ça].
- Les liens internes (vers d'autres articles de Wikipédia) sont à choisir avec parcimonie. Créez des liens vers des articles approfondissant le sujet. Les termes génériques sans rapport avec le sujet sont à éviter, ainsi que les répétitions de liens vers un même terme.
- Les liens externes sont à placer uniquement dans une section « Liens externes », à la fin de l'article. Ces liens sont à choisir avec parcimonie suivant les règles définies. Si un lien sert de source à l'article, son insertion dans le texte est à faire par les notes de bas de page.
- La présentation des références doit suivre les conventions bibliographiques. Il est recommandé d'utiliser les modèles {{Ouvrage}}, {{Chapitre}}, {{Article}}, {{Lien web}} et/ou {{Bibliographie}}. Le mode d'édition visuel peut mettre en forme automatiquement les références.
- Insérer une infobox (cadre d'informations à droite) n'est pas obligatoire pour parachever la mise en page.

Pour une aide détaillée, merci de consulter Aide:Wikification.
Si vous pensez que ces points ont été résolus, vous pouvez retirer ce bandeau et améliorer la mise en forme d'un autre article.
 (octobre 2024).
Pour les articles homonymes, voir Todorov (homonymie).
Gergana Todorova, dite Geryy Todorova, est une chanteuse, compositrice, humoriste, actrice, journaliste et peintre bulgare. Elle est révélée au grand public en 2019 dans l’émission Bons Baisers d’Europe diffusée sur France 2.

## Enfance  et formation
Chanteuse depuis l’âge de 9 ans, Geryy Todorova se fait connaître en Bulgarie dans l’émission La Bulgarie a un incroyable talent.
Elle s'installe à Paris à l'âge de 19 ans avec pour ambition première de devenir chanteuse. À Paris, elle étudie le théâtre à la Sorbonne-Nouvelle et par la suite intègre le Conservatoire du XVIe arrondissement en art dramatique,.

## Carrière
En 2019, elle rejoint en tant que chroniqueuse l'équipe de Bons Baisers d’Europe sur France 2 avec Stéphane Bern.
En 2022, elle se lance dans son premier one-woman show, Je comprends rien, au théâtre Bo Saint-Martin. Elle est finaliste dans les festivals Les Lions du rire, Les Plages du Rire et Holtzi.
En 2024, son sketch Le français est dur est diffusé sur le média belge Tarmac.
En 2020 et en 2024, elle apparaît également sur la chaîne américaine Hallmark dans les films Her Pen Pal et Savouring Paris.

## Télévision

### Séries télévisées
- 2019-2020 : Une Vie volée : Vanessa (saison 8 et 10)
- 2022 : Ne vous souciez pas de moi : psychologue (saison 1)

### Téléfilms
- 2020 : Her Pen Pal, de Claire Niederpruem : chef Emmanuelle

- 2024 : Savouring Paris, de Claire Niederpuem : Julie

### Émissions TV
- 2019-2020 : Bons Baisers d’Europe, France 2

- 2020 : La Bulgarie a un incroyable talent, BTV
- 2024 : Goku Comedy Club, M6+

### Publicités
- 2020 : It Lies Within, Acer
- 2024 : Vinted

### Cinéma
- 2019 : Reine-Crocodile, Charles-Habib Drouot : Irina